# Fiat 35-45 HP
Fiat 35-45 HP — легковой автомобиль, выпускавшийся компанией Fiat с 1908 по 1909 год.
Автомобиль был предназначен для удовлетворения спроса на внешних рынках на дорогие автомобили. Экспортировался в разные страны, в особенности в США и Австралию. Продавался в двух версиях: нормальной и удлиненной.
На автомобиль устанавливался шестицилиндровый двигатель (3 блока по 2 цилиндра), объемом 7408 куб. см. и мощностью 50 л. с..
Коробка передач имела 4 скорости, система освещения использовала магнето. Максимальная скорость составляла 80—90 км/ч в зависимости от модели.
Всего выпущено 107 автомобилей.